# ムスリム人
ムスリム人（ボスニア語・セルビア・クロアチア語: Muslimani / Муслимани）は、ユーゴスラビア社会主義連邦共和国において、南スラヴ系のボシュニャク人を指して用いられていた呼称であり、ボスニア・ヘルツェゴビナ社会主義共和国の主要構成民族のひとつであった。「モスレム人」とも呼ばれる。
1990年代のユーゴスラビア崩壊後のムスリム人の民族復興運動によって、ボスニア・ヘルツェゴビナでは公式に、「ムスリム人」に替えてその歴史的呼称である「ボシュニャク人」の呼称が承認された。一方、ボスニア・ヘルツェゴビナを除く旧ユーゴスラビア諸国に居住する多くの人々が、現在でも民族名称として（ボシュニャク人ではなく）ムスリム人という呼称を自認しており、またコソボ、マケドニア共和国においては少数がゴーラ人、トルベシュ人（マケドニア・ムスリム人）、ポマクを自認している。後2者は旧ユーゴスラビア諸国の範囲外のイスラム教徒のスラヴ人によっても用いられており、主としてスラヴ人が多数派を形成しているブルガリアや、少数派としてスラヴ人が居住しているギリシャやトルコにもこれらの名称は見られる。
旧ユーゴスラビア地域において、およそ1万人が現在でもムスリム人という民族意識を保持しているが、その範囲外では既にこの呼称は過去のものとなっている。

## 歴史
ユーゴスラビア社会主義連邦共和国の憲法では、「narodi」（国家の主要民族で、憲法に明記され、特別の保護を受けられる）と「narodnosti」（少数民族）が規定されていた。
ユーゴスラビアでは、オーストリア＝ハンガリー帝国とは異なり、ボシュニャク人という呼称は認められていなかった。1960年代における議論のなかで、多くのボシュニャク人の共産主義知識人は、ボスニア・ヘルツェゴビナのイスラム教徒はひとつのスラヴ系の民族として認識されるべきであると指摘してきた。しかしながら、ボシュニャクの名称は否定されてきた。ボシュニャク人政治家で大統領のハムディヤ・ポズデラツ（Hamdija Pozderac）は次のように発言している。
彼らは我々のボスニア人としての性質を否定したが、イスラム教徒としての性質を提唱してきた。その名称は誤りではあるものの、我々はこれを受け入れるだろう。そして、これを新しいプロセスの始まりとしていこう。（1971年、後にボシュニャク人となる「ムスリム人」の民族認定による憲法改正のための、ヨシップ・ブロズ・ティトーとの会談に関して。）
この合意によって、憲法は1968年に改正され、ボシュニャク人という名称ではなく「ムスリム人」という名称で新たに民族として認められた。ユーゴスラビアのムスリム人政策は、ボシュニャク人を地域的な民族ではなく宗教による区分とすることを目的とし、彼らに対してそのボスニア性を無視し認めないものであった。
ムスリム人を指して「頭文字が大文字のムスリム」とも呼ぶこともあった。頭文字が小文字のムスリム（ムスリマン）とはイスラム教徒を表す一般名詞であるのに対して、「頭文字が大文字のムスリム」は特定の民族を表す呼称であるためである。こうした呼び方は、セルビア・クロアチア語の話者は時として他民族をその頭文字で呼ぶことがあったことによる。
1990年代のユーゴスラビア崩壊以降、200万人程度を数えるムスリム人の多くはボスニア・ヘルツェゴビナ、あるいはサンジャク地域に住み、自身を「ボシュニャク人」と規定している（複数形は「Bošnjaci」、単数形は「Bošnjak」）。他方で、特にボスニア・ヘルツェゴビナ国外において、現在でも自身を「ムスリム人」と規定している人々もいる。ボスニア・ヘルツェゴビナの選挙法ならびに憲法では、1991年の統計調査以降「ボシュニャク人」の呼称を使用している。

## 人口

スラヴ系ムスリム（ムスリム人、ボシュニャク人）が多数派を占める地域

- セルビアにおいて、2002年の統計調査によると、中央セルビアとヴォイヴォディナには19,503人の「ムスリム人」、136,087人の「ボシュニャク人」がいる。[3]。
- モンテネグロにおいて、2003年の統計調査によると、人口の3.97%を占める24,625人が自身を「ムスリム人」とし、7.77%を占める48,184人が「ボシュニャク人」と規定した
- マケドニア共和国においては、2002年の統計調査によると、17,018人の「ボシュニャク人」がおり、「ムスリム人」は極少数に留まった[4]。ただし、1990年以前の調査ではトルベシュ人やポマクも「ムスリム人」として回答していた。
- クロアチアにおける南スラヴ・イスラム教徒のコミュニティにはおよそ5万人が属しており、3つの異なる民族規定に分けられる。このうちおよそ1万人は「クロアチア人」、2万人は「ムスリム人」、その他の2万人は「ボシュニャク人」としている。
- スロベニアにおける2002年の統計調査では、21,542人が「ボシュニャク人」、8,062人が「ボスニア人」、10,467人が「ムスリム人」とした[5]。